# Eupithecia tenuiscripta
Eupithecia tenuiscripta är en fjärilsart som beskrevs av W. Warren 1907. Eupithecia tenuiscripta ingår i släktet Eupithecia och familjen mätare. Inga underarter finns listade i Catalogue of Life.